# Исчезнувший
«Исчезнувший» (англ. My Son) — детективный триллер 2021 года, сценарист и постановщик которого Кристиан Карион. Это англоязычный ремейк его же французского фильма 2017 года «Мой сын»   (фр. Mon garçon), в котором снимались актёры Гийом Кане и Мелани Лоран.

## Сюжет
Мужчина едет к бывшей жене в поисках ответов на вопросы об исчезновении сына.

## В ролях
- Джеймс МакЭвой — Эдмонд Мюррей
- Клэр Фой — Джоан Ричмонд
- Гэри Льюис — инспектор Рой
- Том Каллен — Фрэнк
- Джейми Мичи — Хантер
- Роберт Джек — Алан
- Оуэн Уайтлоу — Фергус
- Пол Рэттрэй — Стивен

## Релиз
Фильм вышел на экраны 15 сентября 2021 года. Российская премьера состоялась 14 октября.